# Anna Palaiologina Kantakouzene
Anna Palaiologina Kantakouzene, död 1313, var regent i Despotatet Epirus i nuvarande Grekland och Albanien för sin omyndiga son Thomas I Komnenos Doukas 1297-1313. 